# Congrés de la Florida

Bandera de la Província Cisplatina, sota domini del Regne Unit de Portugal, Brasil i l'Algarve i després del Brasil entre 1821 i 1825.

El Congrés de la Florida, també conegut com a Primer Congreso Patrio, va ser una assemblea que va tenir lloc el 14 de juliol de 1825 a la vila de Florida, avui una ciutat de la República Oriental de l'Uruguai, tractant sobre el futur de la Província Oriental (el nom oficial de la qual al Brasil era Província Cisplatina).
En aquest Congrés, les Províncies Unides del Riu de la Plata van acceptar la reincorporació de la Banda Oriental, defensada pels llibertadors orientals. Aquesta assemblea va provocar la declaració de guerra de l'Imperi del Brasil, que es va conèixer com la Guerra Cisplatina.